# Wilbert Vere Awdry

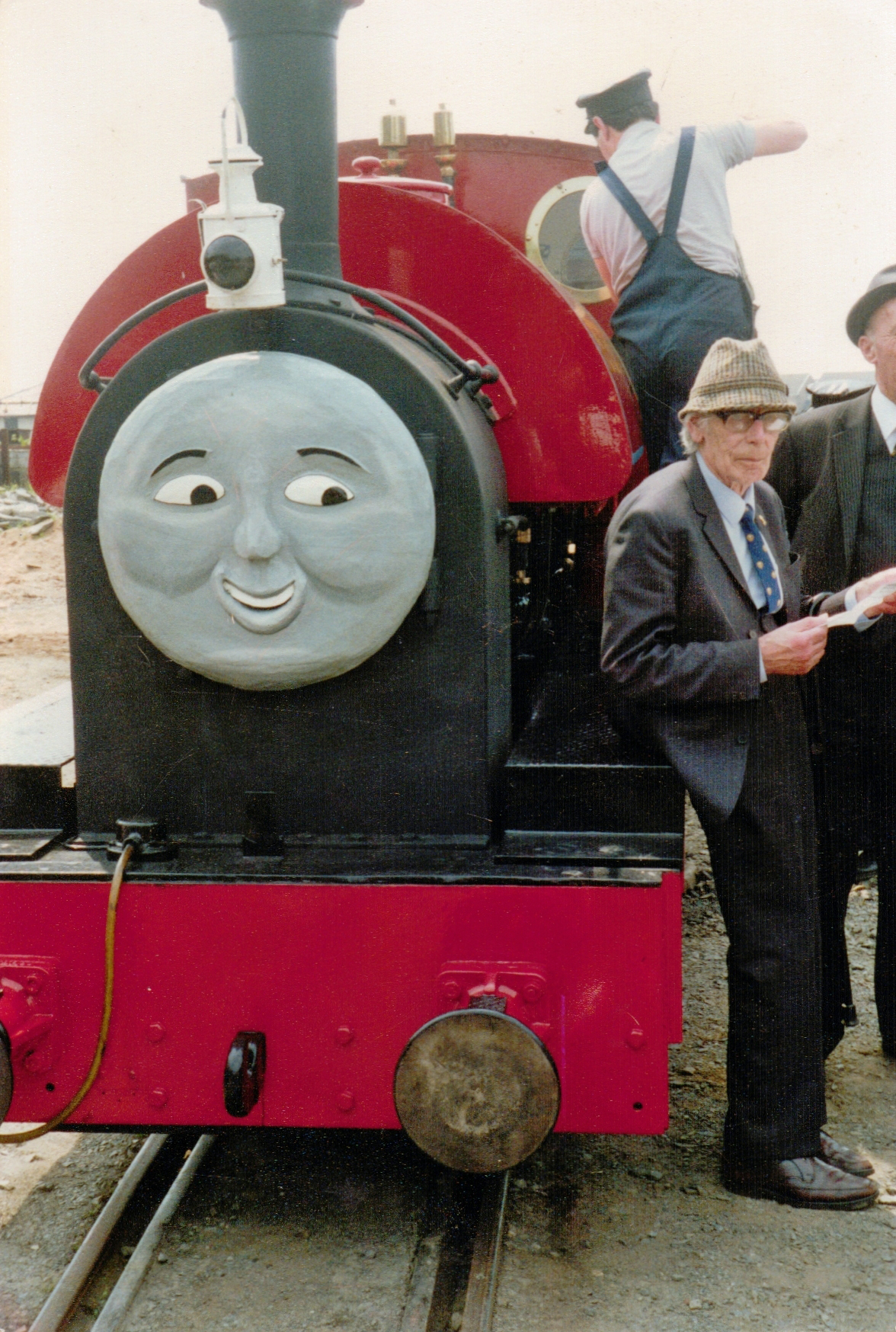
Wilbert Awdry neben Peter Sam auf einem Gleis der Talyllyn Railway, Wales (Mai 1988)

Wilbert Vere Awdry (* 15. Juni 1911; † 21. März 1997 in Stroud, Gloucestershire, England), auch bekannt als Reverend W. Awdry, war ein britischer Pfarrer, Eisenbahn-Fan und Autor von Kinderbüchern. Zu seinen bekanntesten Werken gehört The Railway Series, die literarische Vorlage der Fernsehserie Thomas, die kleine Lokomotive.

## Leben
Wilbert Vere Awdry wurde am 15. Juni 1911 im Pfarrhaus von Ampfield geboren. Er hatte einen jüngeren Bruder und drei Halbgeschwister von Seiten des Vaters. Sein Vater Vere Awdry war Reverend von Ampfield. Seine Mutter hieß Lucy Awdry. Mit sechs Jahren zog die Familie nach Box um, innerhalb des Ortes zog sie dann auch noch zwei weitere Male um. Seit seinem neunten Lebensjahr lebte die Familie in einem Haus in der Nähe eines Eisenbahntunnels der Great Western Railway in Box. 
Seinen Schulabschluss machte Awdry im Jahr 1932 in Oxford. Dort erhielt er auch sein Diplom für Theologie. 1933 zog er nach Jerusalem und unterrichtete dort in der St. George’s School. Als er 1936 nach England zurückkehrte, wurde er Priester. Zwei Jahre später heiratete er Margaret Wale. 1940 zog er nach Birmingham, wo er als Pfarrer arbeitete. 1946 zog er nochmals um in die Grafschaft Cambridgeshire, 1953 wurde er in Emneth Pfarrer. 1965 zog er nach Stroud, wo er am 21. März 1997 starb.
1943 erfand er eine Geschichte zur Unterhaltung seines Sohnes Christopher. Die Geschichten, die den literarischen Grundstein für die spätere Fernsehserie Thomas, die kleine Lokomotive bildeten, veröffentlichte Awdry zum ersten Mal 1945. Er schrieb bis 1972 insgesamt 26 Bücher der Railway Series. Zusätzlich veröffentlichte er noch einige Sachbücher. 1995 erschien die Biografie The Thomas the Tank Engine Man über Awdry.